# Mount Earl Grey
Mount Earl Grey är ett berg i Kanada.   Det ligger i provinsen British Columbia, i den södra delen av landet, 3 100 km väster om huvudstaden Ottawa. Toppen på Mount Earl Grey är 2 667 meter över havet.
Terrängen runt Mount Earl Grey är huvudsakligen bergig. Trakten runt Mount Earl Grey är nära nog obefolkad, med mindre än två invånare per kvadratkilometer.. 
I omgivningarna runt Mount Earl Grey växer i huvudsak barrskog.